# Betriebs-Berater

Erstausgabe vom 15. Juni 1946

Der Betriebs-Berater (BB) ist eine seit 1946 erscheinende Fachzeitschrift in den Ressorts Wirtschafts-, Steuer- und Arbeitsrecht sowie Bilanzrecht und Betriebswirtschaft. Die Zeitschrift erscheint wöchentlich montags und informiert über Entwicklungen in Gesetzgebung, Rechtsprechung und Verwaltung.
Die gedruckte Auflage beträgt etwa 6.000 Exemplare.
Der Betriebs-Berater ist ein Teil der R&W-Online Datenbank.

## Geschichte
Der Betriebs-Berater wurde als zweite deutsche Nachkriegsgründung im Bereich juristischer Fachzeitungen (nach der Süddeutschen Juristenzeitung) ab dem 15. Juni 1946 herausgegeben. Einer der Gründungsherausgeber war Hermann Heimerich, Autor des ersten Artikels Wilhelm Mattes.
Zu aktuellen Fragen der Betriebswirtschaft wurde 1948 die Zeitschrift Neue Betriebswirtschaft als eigenes Blatt ausgegliedert, zuvor waren hierzu Sonderbeilagen im Betriebs-Berater erschienen (diese Zeitschrift wurde 1967 verkauft). Seit 1973 werden betriebswirtschaftliche Themen wieder im Betriebs-Berater erörtert.
Der Betriebs-Berater versteht sich heute als aktueller und umfassender Rechtsberater für die gesamte Wirtschaft.

## Verlag
Die Zeitschrift wurde von dem heute zur Deutscher Fachverlag GmbH (auch: dfv Mediengruppe) gehörenden Verlag Recht und Wirtschaft GmbH (Heidelberg) herausgegeben. Seit Januar 2012 wird sie vom Deutschen Fachverlag direkt herausgegeben. Auch die sowohl aus Rechtsanwälten wie aus Betriebswirten zusammengesetzte Redaktion hat ihren Sitz in Frankfurt am Main. Verlagsleitung und V. i. S. d. P. ist Marion Gertzen, Gesamtverlagsleiter ist Torsten Kutschke.

## Inhalte
Der Betriebs-Berater liefert seinen Lesern, Print wie digital, neben aktuellen Nachrichten regelmäßig Gerichtsentscheidungen, Urteile, Erlasse, Verfügungen etc., ergänzt durch Kommentare, Aufsätze und Anmerkungen. Die neuesten BFH-, BAG- und – soweit für die Fachgebiete wichtig – auch BGH-Entscheidungen werden vorab in Leitsätzen veröffentlicht, ebenso wird über in Deutschland geplante Rechtsvorhaben und Gesetzesänderungen und die europäische Rechtsentwicklung berichtet.

## Veranstaltungen
Der Betriebs-Berater hat ein umfassendes Konferenzangebot in den Bereichen Steuerrecht, M&A, Arbeitsrecht und Stiftungsrecht. Führende Konferenzen sind: M&A-Konferenz, Deutsche Arbeitsrechtskonferenz, Tax & Finance, Frankfurter Steuerkongress, Frankfurter Krypto-Konferenz und Deutsche Investmentfonds-Konferenz. Neben den Präsenzveranstaltungen runden digitale Formate wie BB im Gespräch und BB Expert-Talks das Angebot ab.